# Pabbay (ö i Storbritannien, lat 56,85, long -7,58)
Pabbay är en ö i Storbritannien.   Den ligger i kommunen Yttre Hebriderna och riksdelen Skottland, i den nordvästra delen av landet, 700 km nordväst om huvudstaden London. Arean är 3,2 kvadratkilometer.
Terrängen på Pabbay är platt. Öns högsta punkt är 162 meter över havet. Den sträcker sig 1,9 kilometer i nord-sydlig riktning, och 3,2 kilometer i öst-västlig riktning.